# Kultura
Kultura (iz latinske besede cultura, izpeljane iz colere, kar pomeni »gojiti«) se na splošno nanaša na oblike človeške dejavnosti in simbolične strukture, ki dajejo taki aktivnosti pomen. Različne definicije »kulture« odražajo različne teoretične osnove za razumevanje oziroma merila za vrednotenje človeške dejavnosti.
V najširšem pomenu označuje izraz kultura vse produkte posameznika, skupine ali družbe inteligentnih bitij. Sem spadajo tehnika, umetnost, znanost kot tudi moralni sistemi in značilna vedenja in navade izbranih inteligentnih entitet. Ožje pa ima izraz natančnejše pomene na različnih področjih človeške dejavnosti.
Različne človeške družbe imajo različne kulture, osebna kultura posameznika pa se lahko razlikuje od kulture drugega, zato so pomembne tudi hrambe obče človeške izkušnje, takoimenovana dediščina civilizacije, kjer se hrani tako preteklost kot ohranja izkušnjo obče človečnosti, v tem smislu je pomembna tudi narava mitologije.
Antropologi se z izrazom kultura najpogosteje sklicujejo na univerzalno človeško sposobnost simboličnega razvrščanja, kodificiranja in sporočanja izkušenj. To sposobnost so dolgo imeli za opredeljujočo lastnost človeka. Vendar pa so primatologi, kot je Jane Goodall, elemente kulture razpoznali tudi pri človekovih najbližjih sorodnikih v živalskem kraljestvu. Za kulturo lahko rečemo tudi, da je »način človekovega življenja v skladu s prepričanji, jezikom, zgodovino ali načinom oblačenja.« 
Kultura se deli na več različnih dejavnikov: 

### Kultura za mlade
Skupnost ponuja različne vsebine namenjene predvsem mladim poslušalcem oziroma njihovim staršem, ko želijo animirati otroke. Tako obstajajo ljudske pesmi, uspavanke, pravljice, igrače, igre, preizkušnje, namenjene predvsem podoživljanju, vživljanju in razmišljanju tako otrok kot odraslih. Kultura za mlade postaja razširjena tako na risanke, risane filme, fantazijo, stripe, razvija se celo kultura za mlade, ki je v resnici namenjena odraslim, ki ne želijo povsem odrasti. 
V osnovi je kultura za mlade nastala kot podaljšana priprava za mlade, da se ne zgubijo kot odrasli. Otroke tako seznanjajo s spoznanji o pravičnosti, kulturi, znanstvenimi odkritji in odgovornostjo, ki jo bodo kasneje sprejeli. 

### Kultura za odrasle
Obstaja cel niz kulturnih izdelkov in zapuščine namenjene predvsem treznemu preudarku bralca, gledalca ali drugega uporabnika kulture. Tako obstaja niz ustanov namenjenih odraslim gledalcem in odraslim vsebinam, ki lahko tako trezno premišljujejo o življenju. Tu spada tudi večina muzejskih, gospodarskih in sejemskih dejavnosti. 
Z obstojem množičnih občil se je kultura za odrasle mnogokrat zrasla s popkulturo. Kultura za odrasle je praviloma namenjena že zrelemu odgovornemu posamezniku, zahteva tehtno preučitev snovi, morebiti tudi podučenost o samem delu, lahko pa je tovrsten poduk ponujen ob samem delu za gledalca. Praviloma pod kulturo za odrasle štejejo prireditve nacionalnih kulturnih ustanov. Kultura za odrasle ni nujno resna, a zahteva zahtevno obravnavo tematike.  

### Množična kultura ali popkultura
Gre za kulturo namenjeno najširšem občinstvu za simbolično ceno. Izraz je namenjen televizijskim produkcijam, kino, videoprodukcijam in gledališču, pa tudi večini globalno dostopne glasbene produkcije in izrazju namenjenem mednarodnem občinstvu vseh generacij, ki bi se želeli družiti. S svetovnim spletom je kultura postala še izrazito bolj popkulturna, zaradi tržnih zakonitosti pa je praviloma namenjena mlademu občinstvu, ki ga še podpirajo starši. Pod množično kulturo spadajo tudi občila, množične prireditve, glasbena tekmovanja, glasbeni festivali, karneval... 
- Biblija Matije Korvina
- Ljubljanska Opera
- Otroci lovijo bankovce v kanalu na Grajskem trgu 1958
- Narodni muzej Slovenije - muze na stopnišču (Veit Königer, 18. stol.)
- Amfiteater Efesos
- Frankfurt za časa knjižnega sejma 2006
- Ivan Grohar - Portret France Prešeren
- Fran Milčinski in kamnit napis o rojstvu in hkrati zapis o pomembnem društvu
- Nogometni navijač na vrhu gore Triglav praznuje športni dosežek
- Karnivalno kolo
- Sveti Miklavž

### Kultura po izvoru, torej ljudska kultura ali folklora, meščanska kultura, visoka kultura
Razdelitev je namenjena ločevanju med kulturo, ki ohranja ljudsko izročilo, kulturo, ki je namenjena trgu, javnosti in deluje le zaradi sponzorjev, in kulturo, ki je v celoti podrejena zaposlovanju najbolj veščih profesionalnih izvajalcev in izbira vsebine, ki so štejejo za brezčasne ali pa zaradi same težavnosti zastavljene izvedbe potrebujejo takšne izvajalce. 

### Ljubiteljska kultura in profesionalna kultura
Gre predvsem za razlikovanje med umetniki, ki delujejo amatersko in za svoje veselje, ter za to posebej izobraženih in izučenih. Razlikovanje ni vedno jasno, praviloma se delijo kulturi glede na usposobljenost in poglobljenost v snov. Nekatere tehnologije, veščine in materiali pri ljubiteljski kulturi niso dostopne. 

### Športna kultura
Nekatere kulture so namenjene manjšim skupinam, imenujejo jih tako subkulture, saj ohranjajo izročila in izkušnje namenjene le za manjšo število uporabnikov. Ena pomembnejših je športna kultura, namenjena tekmovanju in spodbujanju tekmovalcev v športu. Tu spadajo tako izročila o goljufanju, fairplayu, etiki treninga, resnost pri pristopu do tekmovanja, pravila tekmovanja, prizadevanju za kvalitetno delo. A tu spadajo tudi zbirateljska kultura, hip-hop kultura, kolegialna kultura, akademska kultura,.. 

### Letalska kultura
Letalska kultura je skupek več subkultur, ki je namenjena izbrancem, ki si jo lahko privočijo. Namenjena je promoviranju tehnične kulture, športne kulture, kulture pravičnosti, vojaške kulture, kulture tehnične dediščine, kulture potovanja in kulture različnosti ter kulture tehnične mode. Letalska kultura se zavzema, da so ljudje aktivni in se udejstvujejo v letenju zahtevnih zasebnih letal, ki so tudi precej draga pri tem pa spudbuja, da piloti vzamejo s seboj svoje družinske prijatelje, poslovne partnerje in jih navdušijo za letalstvo. Piloti so najbolj tipični predstavniki letalske kulture od stila življenja do blagovnih znamk, ki jih nosijo in avtomobilov, ki jih vozijo. Pričetek letalske kulture je bil v 1930ih z globalnim vplivom družbe Pan Am (1927-91) in po vojaški plati med drugo svetovno vojno ter razvojem silovitega bombniško-lovskega letalstva. Doba reaktivnih letal je še dodatno popestrila letalsko kulturo v začetku 1950ih. V poznih 2000ih se je z razvojem socialnih omrežji dodatno popestrila z rednim udejstvovanjem s športom in predvsem obiskom fitnesa v rekreativne namene ter zdravim načinom prehranjevanja. Večina letalcev zatorej redno obiskuje fitnes ali se udejstvuje v drugih oblikah športnih aktivnosti v rekreativne namene.

### Karnevalska kultura
Tudi tu gre za subkulturo z daljšo tradicijo, gre za kulturo potovanja, iskanja pozornosti, učenja, igre, ponižnosti in navezovanja stikov. Večina predstavnikov se predstavo nauči do popolnosti, nato pa se le izjemoma nastop spremeni in se večinoma prenaša iz roda v rod kot trening, oskrba, in fizikalna sila. Praviloma zaprta kultura s svojim posebnim besediščem, polkriminalno etiko in rodovno solidarnostno ureditvijo.  

### Zgodovinska kultura
Kultura doživlja zelo raznolike spremembe tako v idejah, filozofiji, prizadevanju in izrazju. Tako postane pomemben del preučevanje same preteklosti iste kulture. Tako se ugotavlja družinske razmere v srednjem veku, starem Rimu, 18.stoletju, preučuje njihove vire kulture, od tedanjih legend, pravljic, mitologije, keramike, iger, gledališča, športa, tehnologij. 

### Kultura dediščine
Muzeji so najbolj vidni predstavniki kulture, kjer se predstavlja dediščina. Praviloma se razlikuje kultura dediščine od zgodovinske kulture zaradi množice muzejev, ki predstavlja le lokalno zgodovino, so pa tudi muzeji, ki želijo prikazati bolj obsežno zgodovino in tako prikazati pomembne zapuščine človeštva ali pomembnejšega civilizacijskega dogodka. 
Kulturo dediščine delimo na materialno kulturno dediščino in na nematerialno  kulturno ( nesnovno, duhovno) dediščino. 
Kultura dediščine pa se mnogokrat prepleta tudi z običajno kulturo oziroma običajnim vedenjem. Tako govorimo o pravni kulturi, kulturi vedenja, narodni kulturi, nacionalni državni kulturi, kulturi izobraževanja, kulturi podjetništva, kulturi komunikacije, kulturi kuhanja, kulturi strežbe.. 